# Övre Guinea

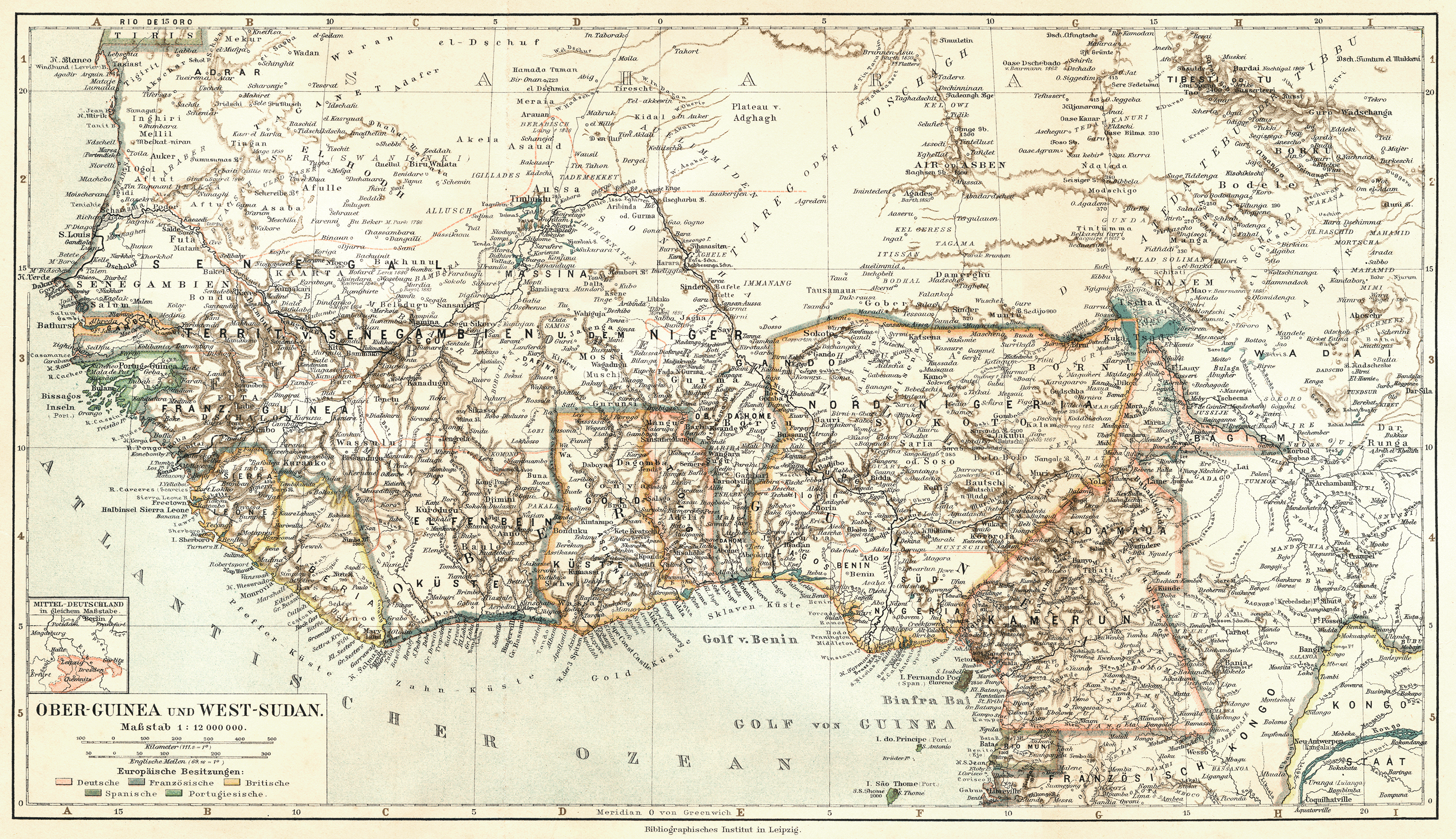
Karta från 1905 över Övre Guinea och västra Sudan, Hermann Julius Meyer (1826–1909)

Övre Guinea är en äldre geografisk benämning på Afrikas kust norr om Guineabukten, ungefär från nuvarande Guinea till Kamerun och söder om Sahel. Kustens olika delar hade tidigare namn efter de varor, som under kolonialtiden hämtats därifrån: Pepparkusten, Elfenbenskusten, Guldkusten och Slavkusten. Idag omfattar det delar av länderna Guinea, Sierra Leone, Liberia, Elfenbenskusten, Ghana, Togo, Benin, Nigeria och Kamerun. Den svenska handelskolonin Cabo Corso sades ligga i Övre Guinea. När man numera använder termen Övre Guinea syftar det istället på norra Guinea.